# Primeira Divisão 1988-1989
La Primeira Divisão 1988-1989 è stata la 51ª edizione della massima serie del campionato portoghese di calcio e si è conclusa con la vittoria del Benfica, al suo ventottesimo titolo.
Capocannoniere del torneo è stato Vata Matanu Garcia (Benfica) con 16 reti.

## Classifica finale
|    | Classifica        | Pt | G  | V  | N  | P  | GF | GS |
| -- | ----------------- | -- | -- | -- | -- | -- | -- | -- |
| 1  | Benfica           | 63 | 38 | 27 | 9  | 2  | 60 | 15 |
| 2  | Porto             | 56 | 38 | 21 | 14 | 3  | 52 | 17 |
| 3  | Boavista          | 49 | 38 | 19 | 11 | 8  | 56 | 29 |
| 4  | Sporting          | 45 | 38 | 18 | 9  | 11 | 50 | 33 |
| 5  | Vitória Setúbal   | 42 | 38 | 15 | 12 | 11 | 44 | 37 |
| 6  | Braga             | 40 | 38 | 14 | 12 | 12 | 42 | 37 |
| 7  | Belenenses        | 40 | 38 | 13 | 14 | 11 | 44 | 35 |
| 8  | Estrela Amadora   | 39 | 38 | 13 | 13 | 12 | 33 | 41 |
| 9  | Vitória Guimarães | 38 | 38 | 14 | 10 | 14 | 39 | 33 |
| 10 | Nacional Madeira  | 36 | 38 | 12 | 12 | 14 | 43 | 49 |
| 11 | Portimonense      | 35 | 38 | 12 | 11 | 15 | 33 | 37 |
| 12 | Marítimo          | 35 | 38 | 10 | 15 | 13 | 40 | 41 |
| 13 | Chaves            | 34 | 38 | 12 | 10 | 16 | 37 | 41 |
| 14 | Penafiel          | 33 | 38 | 10 | 13 | 15 | 32 | 39 |
| 15 | Beira Mar         | 33 | 38 | 10 | 13 | 15 | 29 | 36 |
| 16 | Fafe              | 32 | 38 | 9  | 14 | 15 | 29 | 47 |
| 17 | Espinho           | 32 | 38 | 12 | 8  | 18 | 45 | 57 |
| 18 | Farense           | 31 | 38 | 10 | 11 | 17 | 34 | 51 |
| 19 | Leixões           | 28 | 38 | 7  | 14 | 17 | 29 | 46 |
| 20 | Viseu             | 19 | 38 | 5  | 9  | 24 | 20 | 70 |

### Verdetti
- Benfica campione di Portogallo 1988-1989.
- Benfica qualificato alla Coppa dei Campioni 1989-1990
- Belenenses qualificato alla Coppa delle Coppe 1989-1990
- Porto,  Boavista e  Sporting Lisbona qualificate alla Coppa UEFA 1989-1990.
- Fafe,  Espinho,  Farense,  Leixões e  Académico de Viseu retrocesse.